# Hiromi Nakashima
Hiromi Nakashima (født 8. august 1993) er en japansk fodboldspiller.